# Eduard Hanslick
Eduard Hanslick, příjmení psáno též Hanslik (11. září 1825, Praha – 6. srpna 1904, Baden u Vídně), byl rakouský hudební kritik česko-německého původu. Měl zásadní význam pro hudební estetiku.

## Život
Byl synem písaře knihovny (Bibliothekskriptor) Josefa Hanslika (1785–??) a jeho manželky Karoliny (1796–??), nejstarší z pěti sourozenců.
Přestože vystudoval práva, začal se záhy, už v polovině 40. let 19. století v Praze, věnovat hudební kritice a dějinám hudby. Od roku 1852 působil trvale ve Vídni, kde se stal vůbec prvním profesorem v oboru dějin hudby na tamní univerzitě (1861). Své hudební kritiky a fejetony publikoval v největších vídeňských listech své doby, ve Wiener Zeitung, Presse a Neue Freie Presse.
Svým prosazováním pohledu na hudbu jako na absolutní umění, které nenese konkrétní významy a jeho krása nespočívá v ničem mimo hudbu samotnou (absolutní hudba), se postavil do přímého protikladu k názorům Richarda Wagnera, který byl protagonistou tzv. programní hudby.

## Dílo
Největší ohlas měla jeho habilitační práce, stať O hudebním krásnu (německy Vom Musikalisch-Schönen) z roku 1854. V ní se vyslovil proti programní hudbě a na obranu absolutní hudby.
Rozsáhlé badatelské úsilí stojí za dvojsvazkovými Dějinami koncertního života ve Vídni (Geschichte des Konzertwesens in Wien, 1869–70) a devítisvazkovým dílem Moderní opera (Die moderne Oper, 1875–1900). V roce 1894 vyšly v Berlíně jeho vzpomínky Aus meinem Leben.
Do češtiny byl přeložen jeho spisek O hudebním krásnu (přel. Jaroslav Střítecký, vyd. 1973). V roce 1992 vyšel výběr z jeho pamětí, fejetonů a kritik v překladu Jitky Ludvové pod titulem Dokonalý antiwagnerián.
Jeho hudební dílo je skromné a obsahuje dvě písně na české texty Český houslista a Milostná píseň pod Vyšehradem.

## Eduard Hanslick a Antonín Dvořák
Eduard Hanslick zasáhl významným způsobem do skladatelské dráhy Antonína Dvořáka. V roce 1877 informoval Dvořáka, že jeho dílo přilákalo pozornost tehdy výrazné osobnosti hudebního romantismu, skladatele Johannese Brahmse, který jej posléze doporučil berlínskému nakladateli hudebních děl Fritzi Simrockovi. Dvořák pak pro Simrocka v roce 1878 napsal první řadu svých Slovanských tanců a získal za ni velmi pozitivní kritiku, a to i od Hanslicka samotného.